# Рижский чёрный бальзам
Рижский чёрный бальзам (латыш. Rīgas Melnais balzams) — тёмный крепкий бальзам (45 % об.) с горько-сладковатым вкусом, производится в Латвии. Как алкогольный напиток Рижский бальзам относят к категории биттеров.
«Рижский Чёрный бальзам» является одним из наиболее известных в мире брендов, производимых в Латвии.
В состав бальзама входит 24 ингредиента, его вкус подчёркивается добавками натуральных экстрактов различных ягод, цветов, кореньев. Рижский бальзам выпускается в керамических бутылках, которые защищают содержимое от солнечных лучей и от резкого перепада температур.
Бальзам можно употреблять как в чистом виде, так и с чаем, кофе, с мороженым, со льдом или в коктейлях. Используется бальзам и по своему первоначальному назначению — в качестве лекарства.

## Состав бальзама

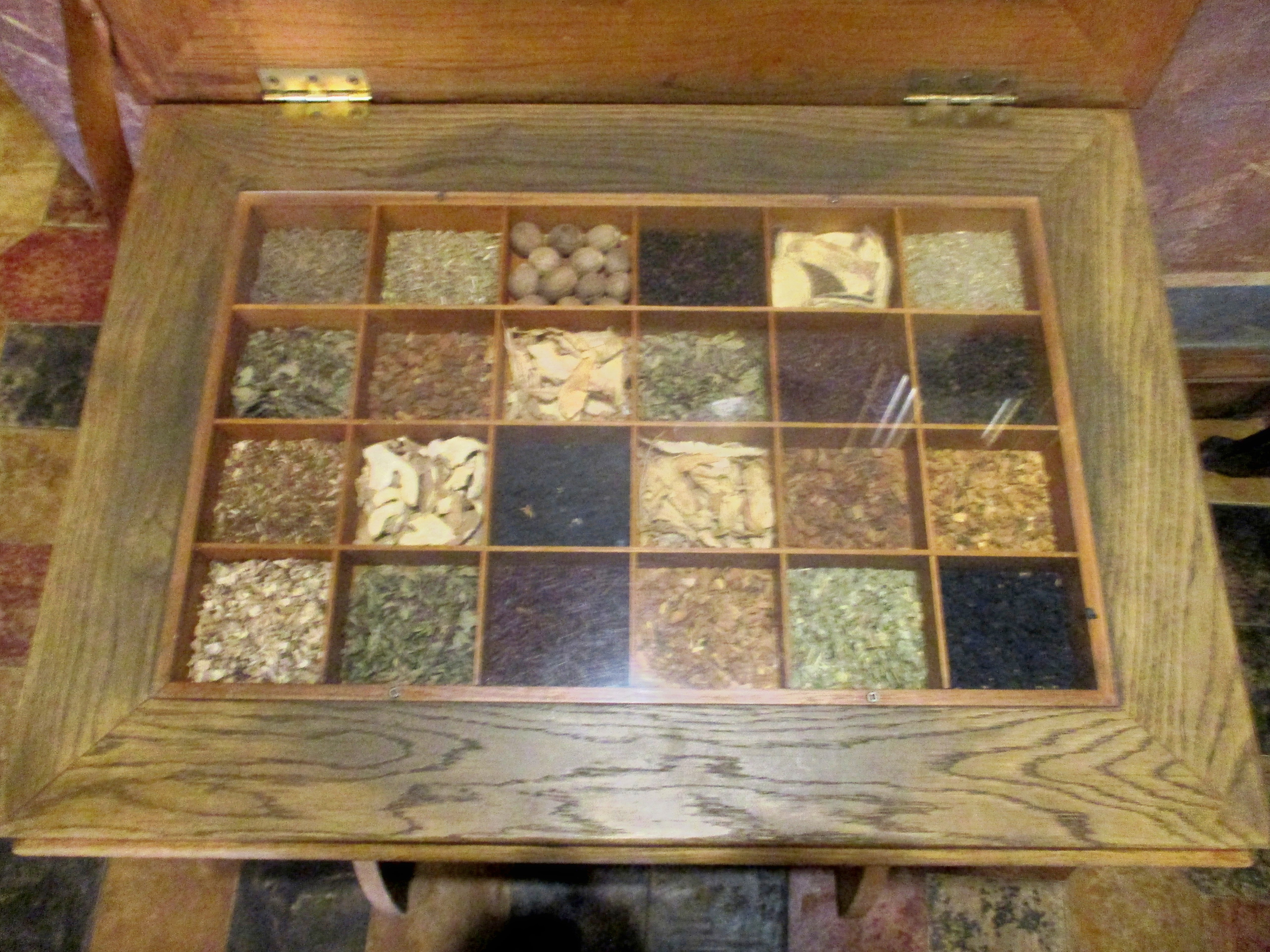
Состав Рижского черного бальзама

В состав бальзама входит 24 ингредиента — специально подготовленная вода, зерновой этиловый спирт высшей очистки, бренди, перуанский бальзам, сахар, натуральный медовый ароматизатор, растительные ингредиенты и специи, в том числе малиновый сок, черничный морс, брусника, имбирь, корень генцианы, зверобой, липовый цвет, берёзовые почки, мята, дубовая кора, кожура померанца. Чёрный цвет бальзаму придается с помощью изготавливаемого на месте жжёного сахара. Растительный настой из 16 ингредиентов и специй для бальзама выдерживают в особых дубовых бочках в течение 30 дней. Затем к выдержанному и фильтрованному экстракту добавляют остальные ингредиенты.

## История
Самые старые документы, подтверждающие существование бальзама и раскрывающие его рецептуру, датированы 1752 годом. На этом основании «Рижский чёрный» может считаться старейшим из ныне существующих алкогольных напитков в Прибалтике и одним из старейших биттеров в Европе.
По преданию, с середины XVIII века в Риге аптекарем Абрахамом Кунце изготовлялся «чудо-бальзам», высоко оценённый императрицей Екатериной II.
Рижский бальзам, похожий на современный, известен с 1847 года. Начавший его производство рижский промышленник Альберт Вольфшмит рекламировал свой бальзам не только как лекарство, но и как «увеселительный напиток».
Рецепт бальзама был утерян во время Второй мировой войны и восстановлен на основе существующего продукта в 1950-x годах. Его производство началось на «Рижском заводе ликёро-водочных изделий» (ныне Latvijas Balzams).

### Абрахам Кунце
Как гласит предание, в середине XVIII века рижский аптекарь Абрахам Кунце на основании старинного рецепта водочного настоя целебных трав, относящегося к XVII веку, изготовлял «чудо-бальзам» под названием «Бальзам Кунце». Когда русская императрица Екатерина II посещала в 1764 году Ригу, с ней приключилась колика, от которой ей помог «Бальзам Кунце». Оценив по достоинству целебные свойства бальзама, Екатерина II спустя некоторое время даровала Кунце привилегию на его изготовление. Разные версии легенды упоминают разные профессии Кунце (кузнец, торговец) и разные хвори, приключившиеся с императрицей (мигрень, простуда).
В XVIII веке бальзам Кунце воспринимался скорее как лекарственное средство, чем алкогольный напиток. Его крепость была всего 16 % об., а цвет был скорее всего жёлтый (из-за входящего в состав шафрана); в публикациях XIX века о составе бальзама Кунце, напиток назывался «белым». Широко развернутое в конце XVIII века на рижской фабрике Лелюхиных производство бальзама Кунце было закрыто в начале XIX века из-за стремления властей воспретить использование бальзама, как алкогольного напитка.
В состав бальзам Кунце входили: ароматическая вода — 75 %, спиртовая настойка[уточнить] — 22,5 % и настойка шафрана 2,5 %. Для получения ароматической воды композицию из цветов лаванды, листьев мяты перечной, розмарина и шалфея, плодов укропа, коры корицы заливали смесью 87%-го спирта (70 мл) и воды (300 мл) и настаивали 24 часа, а затем дистиллировали и отбирали 200 мл ароматической воды.

### Лелюхин
В 1770 году по неизвестным причинам на продажу бальзама Абрахама Кунце был наложен запрет. Рижскому купцу, выходцу из Вятки Семёну Лелюхину к 1789 году удалось получить согласие Медицинской коллегии в Санкт-Петербурге, а позже и подтверждение Сената, на исключительную привилегию производить бальзам по рецепту Кунце и продавать его в Российской империи, а также вывозить за границу. (По другой версии, привилегия изначально была дана самому Кунце, а Лелюхин открыл свою фабрику после смерти Кунце). Привилегия также предусматривала наказание за подделку бальзама. На рижской фабрике Лелюхина на Большом острове Кливера (Лиела Кливерсала, Кливергольм) производили до 15 тысяч глиняных бутылок с бальзамом в год; использование глиняных бутылок вместо стеклянных было продиктовано их низкой стоимостью. Были организованы поставки в Петербург, Москву, Псков и Ярославль. После смерти Семёна Лелюхина в 1792 году фабрика перешла к его сыну Георгию. В 1796 году Сенат наложил запрет на производство и продажу бальзама, как алкогольного напитка. Впредь разрешалось производить бальзам только в лечебных целях и продавать его только в аптеках. По-видимому, запрет был вызван жалобами рижских аптекарей, которые не могли конкурировать с фабричным производством бальзама и продажей его в кабаках и трактирах. Георгий Лелюхин смог получить разрешения на продолжение производства бальзама на своей фабрике при условии продаж только за пределами империи. Дело так и не оправилось от сокращения торговли, и к 1808 году фабрика была закрыта. Право продажи бальзама в Лифляндии осталось за восемью городскими аптеками, причем бутылки должны были запечатываться персональными печатями во избежание подделок.

### Вольфшмидт
1 (14) февраля 1845 года осевший в Лифляндии австрийский гражданин Альберт Вольфшмидт открыл в Риге на улице Марсталю (Маршалковской), 23, во дворе дома Данненштерна, водочный завод.
Через два года Вольфшмидт построил новый завод за пределами города, на ул. Ганибу дамбис (Выгонная дамба), 25.
К водочному заводу были пристроены винокуренно-дрожжевой и спиртоочистительный цеха. После смерти Вольфшмидта, в 1898 году, его сын Эрнест-Альберт реорганизовал фирму в акционерное общество — «Акционерное общество Дрожжево-Винокуреннаго, Спирто-Очистительнаго и Водочнаго Заводов А. Вольфшмидтъ въ Риге». В 1900 году оборот «Акционерного общества А. Вольфшмидта» достиг 5 500 000 рублей, на заводе работало 300 человек, производство оснащено было самыми современными по тому времени перегонными аппаратами, оборудованием для ректификации спирта, дистилляторами, очистными колоннами, холодильными камерами, паровыми машинами и прочими техническими новинками. Фирма имела свои магазины в Риге, Санкт-Петербурге, Москве и даже в Гамбурге.
Ассортимент фирмы отличался высоким качеством, и многие её изделия были высоко оценены на выставках.
В списке продукции были водки, коньяк, ром, арак, и множество ликёров, настоек и наливок; самое почетное место в списке продукции занимал «Настоящий Рижский Кунценский Травный Бальзам». Рецептура выпускаемого бальзама, в значительной степени усложнённая, была засекречена, крепость напитка повысилась до 45 градусов. В дни богатых трав, под Иванов день, для его производства тоннами на рынках закупались травы и лекарственные растения. Бальзам имел хороший сбыт в Европе: Германии, Англии, Франции, Испании, Италии, Португалии, Австрии. Поставки шли также в Америку, Индию и Египет.
Во время Первой мировой войны Вольфшмидт покинул Ригу, и в Первой Латвийской Республике бальзам выпускался под маркой «Завод А.Вольфшмидта. Рига, Латвия». Рецепт бальзама хранился в семье Шрадер — династии ликёрных мастеров. В 1939 году Шрадеры уехали в Германию, не продав секрет даже тогдашнему хозяину предприятия.
В 1940 году завод был национализирован и получил название «Рижская фабрика дрожжей и ликёров. Бывшая „Вольфшмидта“».

### Ион
В 1863 году Иоганн-Генрих Ион, выходец из Риги немецкого происхождения, зарегистрировал Товарищество Рижского ликёрного и водочного завода «Ион и К°». Завод Иона размещался в Санкт-Петербурге и вырабатывал, помимо водок, наливок и ликёров, чёрный рижский бальзам. Продаваемый в закупоренных кувшинах разной ёмкости, бальзам пользовался хорошим спросом. Всего через два года после начала продаж, в 1865 году, чёрный «Рижский бальзам» фирмы Иона удостоился Большой серебряной медали на Всероссийской промышленной (мануфактурной) выставке в Москве; в 1867 году бальзам Иона, среди другой продукции завода, представлял русскую винокуренную промышленность на выставке в Париже. Вслед за получением почетных дипломов и похвальных отзывов на выставках в Санкт-Петербурге в 1871 году и в Москве в 1882 году, чёрный «Рижский бальзам» удостоился почетного диплома и двух золотых медалей на международной выставке в Новом Орлеане в 1884−1885 годах. Товарищество Рижского ликёрного и водочного завода «Ион и К°» просуществовало до введения сухого закона в начале Первой мировой войны.

## Варианты
Помимо классического Рижского чёрного бальзама его производитель Latvijas Balzams выпускает четыре варианта Рижского чёрного бальзама с различными добавками:
- Рижский чёрный бальзам «Элемент». Крепость — 40 %. Добавлен ром[11].
- Рижский чёрный бальзам «Смородиновый». Крепость — 30 %. Добавлен сок чёрной смородины и экстракт имбиря[12].
- Рижский чёрный бальзам «Вишнёвый». Крепость — 30 %. Добавлен вишнёвый сок и экстракт имбиря[13].
- Рижский чёрный бальзам «Эспрессо». Крепость — 40 %. Добавлен экстракт кофейных зёрен арабики и экстракт корицы.
- Сливочный ликёр с добавлением оригинального бальзама.

## Реклама
В 1762 году Кунце писал про свой бальзам в рижской городской газете так:
«Он полезен в различных случаях как от лихорадки, желудочных колик, зубной и головной боли, ожогов, обморожений и вывихов, так и при опухолях, ядовитых укусах, переломах рук и ног, особенно при закрытых, колотых и рубленых ранениях. Опаснейшие ранения он излечивает за пять, самое большее за шесть дней».
А. Вольфшмидт активно использовал рекламу для продвижения своей продукции.
В июле 1892 года была запрещена к продаже выпускаемая водочным заводом Вольфшмидта «Антихолерная водка». Тогда он решился возместить потерянное, выпустив в продажу рижский бальзам[уточнить]. К каждой бутылке была привязана реклама следующего содержания:
«Настоящий Рижский Кунценский Травный Бальзам. Признан хорошим медицинским департаментом 16 мая 1887 года за № 4689. Покорнейше прошу гг. потребителей моего настоящего бальзама обратить особенное внимание на то, чтобы всякий кувшин был снабжен этой пломбой. Этот бальзам из лучших целебных трав составленный уж не раз доказал свое целительное свойство и употребляется: 1. Для подкрепления живота: берется по рюмке бальзаму и добавляется мятною водкой или вином, или же водою, смотря по сложению человека, и выпивается перед обедом. 2. Для водворения пищеварения -- 2/3 бальзаму и 1/3 водки или воды. 3. От простуды: 50 до 100 капель с чашкою мятлевого чаю или бульону. 4. Наружно его можно употреблять от ушиба, натерши или помазавши больное место. 5. От обжога нужно взять сырого растертого картофеля, напитать бальзамом и таким образом наложить на обожженное место. 6. От ревматизма и одеревенелости какой-либо части — стоит только натереть оную после бани. 7. От зубной боли — нужно взять капельку бальзаму на хлопчатую бумагу и наложить на больной зуб и снаружи натереть крепко-накрепко щеку. 8. От тоски (морской болезни) принимать по мере сил, а снаружи класть под грудь, а именно под ложечки фланелевый лоскут, обмоченный бальзамом. Примечание. Необходимо заметить, при употреблении сего бальзама остерегаться огня, а не то загорится. Нужно также после употребления оного тщательно затыкать кувшин».

## Награды и призы
С 1865 по 1935 гг. на международных выставках Рижский бальзам получил 33 золотые и серебряные медали, в частности в Риге (1865), Вене (1873), Париже (1876 и 1878), Лондоне (1884).
За превосходное его качество и достижение солидных успехов в области винокуренной промышленности фирма А. Вольфшмидта дважды удостоилась самой высокой коммерческой награды империи — Государственного герба: на Всероссийской промышленной выставке 1882 года в Москве и на Всероссийской художественно-промышленной выставке 1896 года в Нижнем Новгороде.[уточнить]
На Всемирной промышленной выставке 1900 года в Париже был завоеван Гран-при.
Удостоен Гран-при на московской выставке «Продэкспо-2006».

## Фальсификации напитка
Керамические бутылки не защищают бальзам от подделок. В 1997 году был выявлен фальсифицированный Рижский чёрный бальзам, закрытый пластмассовой пробкой, крепостью 50,4 % об. вместо положенных 45 %, с содержанием бутылки, совершенно не соответствующим латвийскому напитку.